# La Cène (Cranach le Jeune)
Pour les articles homonymes, voir La Cène.
La Cène (en allemand : Das Abendmahl) est un tableau de Lucas Cranach le Jeune et l'épitaphe du prince Joachim d'Anhalt-Dessau. Peint en 1565, il est conservé dans l'église Saint-Jean (de), à Dessau-Roßlau, en Allemagne.

## Description
Le sujet iconographique de cette peinture sur panneau d'environ 2,50 × 2 m est la Cène. Au lieu des apôtres, les principaux réformateurs d'Allemagne centrale, parmi lesquels Martin Luther et Philippe Mélanchthon, ainsi que différents membres de la maison princière d'Anhalt sont réunis autour du fils de Dieu à la table dressée. Le défunt prince Joachim est agenouillé au premier plan à gauche, tandis qu'au même niveau, un échanson sert des boissons, à droite. Le décor est une pièce fermée avec un plafond à caissons, des boiseries, des ouvertures de fenêtres en anse de panier, etc. qui permettent de mettre fortement l'accent sur la perspective de la pièce. Différents personnages secondaires se trouvent à l'arrière-plan de la pièce.
Au centre de l'image — souligné par la symétrie de la composition picturale, comme la colonne qui converge vers lui —, le Christ est assis parmi ses fidèles à la table de la Cène dressée. À gauche du Christ est représenté le prince anhaltois Georg III, sous lequel Dessau-Roßlau devient un lieu important pour la propagation de la Réforme luthérienne. Les réformateurs Martin Luther, Justus Jonas, Johannes Bugenhagen et Caspar Cruciger l'Ancien se joignent à lui à gauche. À droite du Christ sont assis Philippe Mélanchthon, Johann Forster (de), Johann Pfeffinger (de), Bartholomäus Bernhardi et Georg Major (de).
La composition souligne le rôle de Mélanchthon, assis directement à côté du Christ, tandis que Luther n'apparaît plus qu'au deuxième rang. Dans le personnage de Judas à la bourse, assis de manière isolée, qui apparaît en face de Mélanchthon, on peut donc distinguer l'adversaire de celui-ci : Matthias Flacius.

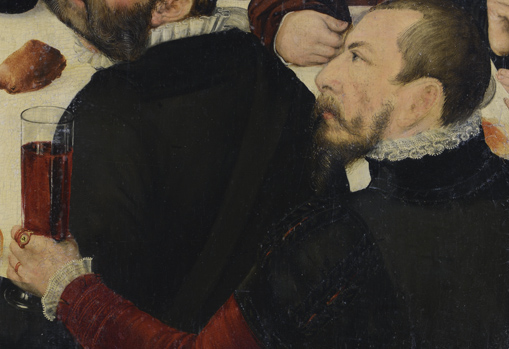
Détail de l'échanson, autoportrait présumé de l'artiste.

L'échanson représenté sur le tableau est interprété comme un autoportrait de Lucas Cranach le Jeune, car sa chevalière, qu'il porte à l'index de la main gauche, montre le serpent ailé qui ornait les armoiries de la famille du peintre et qui faisait office de signature. En bas à droite, le tableau est à nouveau signé du serpent et porte la date de 1565.
La personne située juste derrière l'échanson n'est pas identifiée : il pourrait s'agir d'un membre de la famille princière en raison de la ressemblance du portrait,, mais il pourrait également être identifié comme l'humaniste Georg Helt (de) (mort en 1545), qui a enseigné aux princes Georg et Joachim, en raison des références du regard.
Les personnages à l'arrière-plan à gauche contre le mur sont les cinq princes anhaltois Wolfgang, Jean, Charles, Joachim-Ernest et Bernard. Les serviteurs dans l'encadrement de la porte au fond à droite peuvent être identifiés de manière plausible comme étant les principaux serviteurs du défunt prince Joachim : le chancelier Johann Ripsch (ici comme cuisinier) et le conseiller Hans von Heinitz (porteur du repas).

## Provenance
L'épitaphe pour le prince d'Anhalt-Dessau Joachim (1509-1561) a été offerte par ses neveux, les princes Joachim-Ernest et Bernard.
La peinture se trouvait à l'origine à Dessau-Roßlau (Allemagne), dans le presbytère de l'église St. Marien ; elle est aujourd'hui exposée dans l'église Saint-Jean (de) de cette même ville. Une copie d'atelier contemporaine de l'épitaphe est conservée dans l'église St. Agnus (de) de Köthen.